# Нетте (приток Рейна)
Нетте (нем. Nette) — река в Германии, протекает по земле Рейнланд-Пфальц. Левый приток Рейна. Площадь бассейна реки составляет 372,398 км². Общая длина реки 59,1 км.
Нетте берёт начало в районе общины Хоэнлаймбах. Течёт на юго-восток, ниже города Майен поворачивает на северо-восток. Впадает в Рейн к северу от города Вайсентурм.
Основные притоки (от истока до устья): Зельбах, Вайбернер-Бах, Арфтер-Бах, Ребах, Кюмпербах, Нитцбах.
Речной индекс 2714. 